# Hans Herzfeld
Hans Herzfeld, född 22 juni 1892 i Halle, död 16 maj 1982 i Berlin, var en tysk historiker.
Hans Herzfeld blev extra ordinarie professor vid universitet i Halle 1929 och vid Freiburgs universitet 1946 samt ordinarie professor vid Berlins fria universitet 1948. Han var en framstående kännare av Bismarckstidens politik med huvudvikten lagd på den stora inrikespolitiska uppgörelsen mellan Bismarck och liberalismen. Herzfelds forskning rörde sig särskilt om liberalismens huvudfigur Johannes von Miquel, vilken enligt Herzfeld misslyckades med sina strävanden att åstadkomma en mera positiv statsuppfattning i de liberala kretsarna. Bland Herzfelds skrifter märks Johannes von Miquel (2 band, 1938), men även Die deutsch-französische Kriegsgefahr 1875 (1922), Die deutsche Rüstungspolitik vor dem Kriege (1922), Die deutsche Rüstungspolitik vor dem Kriege (1923) och Deutschland und das geschlagene Frankreich (1924).